# KX하이텍
KX하이텍(KX HiTech Co. Ltd.)는 KX그룹의 계열의 대한민국의 반도체 부품 기업이다. 본사는 충청남도 아산시 음봉면 연암율금로 330에 위치해 있다. 대표이사는 강천석이다. 신사업으로 셋톱박스를 해외에 수출한다 주요 사업은 반도체 재료 사업과 SSD 사업으로 2022년 매출 기준 반도체 재료(플라스틱) 33.1%, SSD 29.9%, 기타 36.9%의 비중을 차지했다.

## 상장
2005년 코스닥 시장에 상장하였다.

## 다른 계열사
- KX이노베이션
- (주)클럽칠십이
- (주)신라레저
- (주)파주컨트리클럽
- (주)케이엑스인텍
- (주)케이엑스넥스지

## 참고 문헌
1. ↑  박성순, 한국IR협의회 기술분석보고서-KX하이텍, 2023년 12월 13일
2. ↑  신미정, KX하이텍, 신사업 확장에 1분기 매출 전년比 8%↑, 뉴스저널리즘, 2023.05.15
3. ↑  신종모, KX하이텍, 반도체 업황 개선…올해 실적 반등 노린다, 스마트에프엔, 2024-01-25